# メチルイソシアニド
メチルイソシアニド (英: methyl isocyanide) は、イソシアニドの一つ。アセトニトリルの異性体であるが、その反応性は大きく異なる。主に5原子複素環の合成に用いられる。
他のイソシアニド類と同様に強烈な悪臭を有する。

## 合成
メチルイソシアニドは Gautier によってシアン化銀とヨードメタンの反応から初めて合成された。一般的にはメチルイソシアニドはN-メチルホルムアミドの脱水反応により合成される。

## 用途
メチルイソシアニドはいくつかの複素環式化合物の合成に有用である。また、錯体化学においては配位子となる。